# 四県対抗ふるさと自慢
四県対抗ふるさと自慢（よんけんたいこう・ふるさとじまん）は、NHK松山放送局・NHK高松放送局・NHK徳島放送局・NHK高知放送局の4局向けに金曜日19:30-20:45に放送されていた大型バラエティ番組である。

## 概要
2011年度にこれまでの「四国選択会議」に代わって放送を開始した。
毎回、四国各地の名物（グルメ、歴史遺産、観光地など）をある一つのテーマに沿って、各県の代表するタレント（ご当地サポーター）・及び観光PR隊やその観光地の関係者が出演し、その魅力をVTRやスタジオでのトークバトルで紹介しあう。また、視聴者もそれを見てどれが一番魅力があったかを投票してもらい、雌雄を決するという趣向もある。

## 投票の仕方
1. 地上デジタルテレビに対応した受信機（ケーブルテレビのセットトップボックスも可　電話・またはインターネット回線につなぐことが必要）
2. ワンセグ
3. ホームページ（インターネット対応パーソナルコンピュータ・携帯電話）

## 総合司会
- 筧利夫
この他持ち回りで四国4県のNHK放送局のアナウンサー・キャスターが進行役で参加する。

## 放送リスト
- 2011年5月13日 ご当地グルメ
  - 司会：鳥海貴樹、塚原愛（NHK松山放送局アナウンサー）
  - ゲスト審査員：彦麻呂
  - ご当地サポーター：やのひろみ（愛媛）、スーパーバンド（高知）、滑川里香[1]（徳島 地元企業社員）、山下アキ（香川 タレント）
- 2011年7月1日 頑張る!個性派観光地
  - 司会：二宮直輝（NHK徳島放送局アナウンサー）、黒杉愛（NHK徳島放送局キャスター）
  - ゲスト審査員：阿藤快
  - ご当地サポーター：やのひろみ（愛媛）、柴田恵介（高知 土佐おもてなし勤王党メンバー）、野々村まり（愛媛 地元タウン誌編集者）、山下アキ（香川）
- 2011年10月7日 四国の女性の底力
  - 司会：近藤泰郎（NHK高知放送局アナウンサー）、黒岩泰子（NHK高知放送局キャスター）
  - ゲスト審査員：江川達也、清水ミチコ、山田まりや
  - ご当地サポーター：やのひろみ（愛媛）、谷侑子（高知 高知ケーブルテレビリポーター）、野々村まり（愛媛）、山下アキ（香川）
- 2012年1月20日 “ご当地”ビジネス
  - 司会：宮崎大地（NHK高松放送局アナウンサー）、久住早代（NHK高松放送局キャスター）
  - ゲスト審査員：金子哲雄、堀ちえみ、菊川怜
  - ご当地サポーター：やのひろみ（愛媛）、谷侑子（高知）、野々村まり（愛媛）、山下アキ（香川）